# پشت‌نقطه‌ای بوگی
پشت‌نقطه‌ای بوگی (نام علمی: Amsichthys knighti)، همچنین به عنوان پشت‌نقطه‌ای نایت شناخته می‌شود، گونه‌ای از ماهیان پرتوباله است، تنها گونه از سردهٔ تک‌گونه‌ای Amsichthys، وابسته به زیرخانواده پشت‌نقطه‌ایان مرجانی (Pseudoplesiopinae)، از خانواده Pseudochromidae است که در منطقه هند و اقیانوس آرام یافت می‌شود.